# Addison Brown
Addison Brown, född den 21 februari 1830 i West Newbury, Massachusetts, död den 9 april 1913 i New York, var en amerikansk federal distriktsdomare, botaniker och amatörastronom.
Brown var en av grundarna av New York Botanical Garden och skrev, i samarbete med Nathaniel Lord Britton, An Illustrated Flora of the Northern United States and Canada i tre volymer (1896-1898, andra reviderad och utökad upplaga 1913).
Auktorsnamnet A.Br. kan användas för Addison Brown i samband med ett vetenskapligt namn inom botaniken; se Wikipediaartiklar som länkar till auktorsnamnet.